# Louis-Jean-Frédéric Guyot
Louis-Jean-Frédéric Guyot (Bordeaux, 7 luglio 1905 – Bordeaux, 1º agosto 1988) è stato un cardinale e arcivescovo cattolico francese.

## Biografia
Nacque a Bordeaux il 7 luglio 1905.
Venne ordinato sacerdote il 29 giugno 1932 e ordinato vescovo il 4 maggio 1949 dal cardinale Maurice Feltin.
Il 18 marzo 1949 venne nominato vescovo coadiutore di Coutances, carica che mantenne fino all'8 aprile 1950 quando divenne ordinario della medesima diocesi.
Il 28 aprile 1966 divenne arcivescovo di Tolosa, incarico che mantenne fino al 16 novembre 1978 quando rassegnò le sue dimissioni.
Papa Paolo VI lo elevò al rango di cardinale nel concistoro del 5 marzo 1973.
Morì il 1º agosto 1988 all'età di 83 anni.

## Genealogia episcopale e successione apostolica
La genealogia episcopale è:
- Cardinale Scipione Rebiba
- Cardinale Giulio Antonio Santori
- Cardinale Girolamo Bernerio, O.P.
- Arcivescovo Galeazzo Sanvitale
- Cardinale Ludovico Ludovisi
- Cardinale Luigi Caetani
- Cardinale Ulderico Carpegna
- Cardinale Paluzzo Paluzzi Altieri degli Albertoni
- Papa Benedetto XIII
- Papa Benedetto XIV
- Papa Clemente XIII
- Cardinale Giovanni Francesco Albani
- Cardinale Carlo Rezzonico
- Cardinale Antonio Dugnani
- Arcivescovo Jean-Charles de Coucy
- Cardinale Gustave-Maximilien-Juste de Croÿ-Solre
- Vescovo Charles-Auguste-Marie-Joseph Forbin-Janson
- Cardinale François-Auguste-Ferdinand Donnet
- Vescovo Charles-Emile Freppel
- Cardinale Louis-Henri-Joseph Luçon
- Cardinale Charles-Henri-Joseph Binet
- Cardinale Maurice Feltin
- Cardinale Louis-Jean-Frédéric Guyot

La successione apostolica è:
- Arcivescovo Michel-Jules-Joseph-Marie Bernard, C.S.Sp. (1950)
- Vescovo Antoine Léon Louis Caillot (1962)
- Vescovo Sabin-Marie Saint-Gaudens (1967)
- Arcivescovo Jean-Berchmans-Marcel-Yves-Marie-Bernard Chabbert, O.F.M. (1967)
- Vescovo Jean Louis Joseph Dardel (1974)
- Vescovo Jacques Marie Sébastien de Saint-Blanquat (1975)